# نادی‌لندیل
نادْیْ‌لندیِل (به مجاری:  Nagylengyel) یک شهرداری در مجارستان است که در زالا واقع شده‌است. نادی‌لندیل ۱۰٫۲۴ کیلومتر مربع مساحت و ۴۹۶ نفر جمعیت دارد.